# Euminuoides
Euminuoides is een geslacht van hooiwagens uit de familie Minuidae.
De wetenschappelijke naam Euminuoides is voor het eerst geldig gepubliceerd door Mello-Leitão in 1935. 

## Soorten
Euminuoides is monotypisch en omvat slechts de volgende soort:
- Euminuoides longitarsa